# Agnes van Mâcon

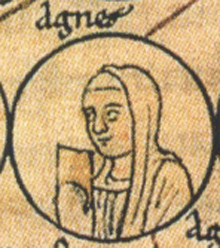
Agnes van Mâcon

Agnes van Mâcon (ca. 995 - Saintes, 10 november 1068) was hertogin en regentes van Aquitanië. Ze was een van de dochters van Otto Willem van Bourgondië.
Agnes trouwde in 1019 met Willem V van Aquitanië, als zijn derde echtgenote. Zij schonk bezittingen aan de abdij van Cluny. In 1032 hertrouwde ze met Godfried II van Anjou, samen stichtten ze op 31 mei 1040 de abdij van de drie-eenheid in Vendôme. Agnes was vanaf 1039 regentes van Aquitanië. Ze arrangeerde het huwelijk van haar dochter Agnes met keizer Hendrik III (20 november 1043) en woonde daarna aan het keizerlijk hof - en gaf haar functie als regent op. Ze scheidde in 1047 van haar tweede man en stichtte daarna de abdij van Notre Dame te Saintes; ze werd daar non in 1068. Agnes is begraven in de priorij van Sint Nicolaas in Poitiers.
Agnes en Willem kregen de volgende kinderen:
- Pieter, die als hertog de naam Willem VII koos
- Guy, die als hertog de naam Willem VIII koos
- Agnes van Poitou
- Beatrix (ovl. 1109), die huwde met graaf Raymond I van Melgeuil.

Het huwelijk van Agnes en Godfried bleef kinderloos.